# Ivan Ergić
Ivan Ergić (szerb cirill betűkkel Иван Ергић; Šibenik, 1981. január 21. – ) szerb válogatott labdarúgó.

## Pályafutása

### Klubcsapatban
Šibenikben született és a közeli Gaćelezi nevezetű faluban nevelkedett. A délszláv háború elől Ausztráliába költözött a családjával. 1999-ben a Perth Glory együttesében kezdte a pályafutását. 2000-ben leigazolta a Juventus, ahol soha nem lépett pályára és 2001-ben kölcsönadták a svájci FC Basel együttesének, melynek 2009-ig volt a játékosa. A Basel színeiben négy bajnoki címet szerzett és négy alkalommal nyerte meg a svájci labdarúgókupát. 2009-ben Törökországba szerződött a Bursasporhoz, melynek tagjaként 2010-ben megnyerte a török bajnokságot. 2011-ben vonult vissza az aktív játéktól. 

### A válogatottban
1999-ben 1 mérkőzésen pályára lépett az ausztrál U20-as válogatottban. 2006-ban 3 alkalommal szerepelt a szerb-montenegrói válogatottban. Részt vett a 2006-os világbajnokságon, ahol az Argentína elleni mérkőzésen csereként, az Elefántcsontpart elleni csoportmérkőzésen pedig kezdőként lépett pályára.Hollandia ellen nem kapott lehetőséget.
2006 és 2008 között 8 mérkőzésen lépett pályára a szerb válogatottban.

## Sikerei, díjai
Perth Glory
- National Soccer League (1): 1999–2000

FC Basel
- Svájci bajnok (4): 2001–02, 2003–04, 2004–05, 2007–08
- Svájci kupagyőztes (4): 2001–02, 2002–03, 2006–07, 2007–08

Bursaspor
- Török bajnok (1): 2009–10